# フーリオ・カミッロ駅
フーリオ・カミッロ駅(Furio Camillo)はローマ地下鉄A線の駅の一つである。アッピア新街道とチェーザレ・バローニオ、名前の元となったフーリオ・カミッロの各通りとの交差点にある。

## 周辺
- アッピア街道州立公園
- ヴィッラ・ラッザローニ (Villa Lazzaroni)
- アッピア新街道 (Via Appia Nuova)
- トゥスコラーナ街道 (Via Tuscolana)
- サンタ・マリーア・アウジリアトリーチェ (Santa Maria Ausiliatrice)
- ヴィッラ・ライス (Villa Lais)

## 施設
駅には以下の施設がある:
- 障害者を運ぶ要員
- エスカレーター